# Паринирвана
Паринирва́на, или паринибба́на (санскр. परिनिर्वाण IAST: parinirvāṇa; пали parinibbāṇa; кит. 般涅槃 [бо-не-пань]; яп. 般涅槃 [хацунэхан]) в буддизме — окончательная нирвана, которая может быть достигнута обычно лишь после физической смерти существа, достигшего полного просветления (бодхи), например, паринирвана Будды Шакьямуни. Паринирвана — главная цель буддийской практики, подразумевающая выход за пределы цепи перерождений и разрушение всех физических и умственных скандх.
Чаще всего в палийских и санскритских текстах, как считается, передающих слова самого Будды Шакьямуни, встречается термин Махапаринирвана (пали: [Махапариниббана] «Великая окончательная нирвана», как в частности, в написанной на пали «Махапариниббана сутре» и целом ряде других текстов). Обычно это понятие характеризует высшее состояние нирваны (пали — «ниббана») (безначальный и бесконечный покой и счастье), в которое входит Пробуждённый (будда) или архат в момент физической смерти.
Российский буддолог и переводчик Андрей Владимирович Парибок в своём переводе компендиума буддийской мудрости, всецело основанном на палийском каноне «Вопросы царя Менандра» / «Милиндапаньха», почти всегда переводит слово «ниббана» / «нирвана» как «покой» за исключением случаев, когда речь идёт о специальном термине буддийской психологии.